# Ippolito Rossi
Ippolito Rossi di San Secondo (Parma, 21 gennaio 1691 – Senigallia, 21 agosto 1775) è stato un nobile e vescovo cattolico italiano.

## Biografia
Nato a Parma, faceva parte della famiglia dei marchesi di San Secondo, e fu spesso confuso con il suo antenato, il cardinale Ippolito de' Rossi. Venne nominato vescovo da papa Clemente XII nel 1736 e consacrato dal cardinale Antonio Saverio Gentili. Venne nominato vescovo di Camerino e Fabriano, unite in persona episcopi. Durante il suo episcopato fece tre visite pastorali in entrambe le diocesi e celebrò un sinodo diocesano.
Nel 1746 fu trasferito alla diocesi di Senigallia da papa Benedetto XIV.
Morì a Senigallia il 21 agosto 1775.

## Genealogia episcopale
La genealogia episcopale è:
- Cardinale Scipione Rebiba
- Cardinale Giulio Antonio Santori
- Cardinale Girolamo Bernerio, O.P.
- Arcivescovo Galeazzo Sanvitale
- Cardinale Ludovico Ludovisi
- Cardinale Luigi Caetani
- Cardinale Ulderico Carpegna
- Cardinale Paluzzo Paluzzi Altieri degli Albertoni
- Papa Benedetto XIII
- Cardinale Antonio Saverio Gentili
- Vescovo Ippolito Rossi